# Ishikari
Pour les articles homonymes, voir Ishikari (homonymie).
Ishikari (石狩市, Ishikari-shi) ou Isikari est une ville située dans la sous-préfecture d'Ishikari à Hokkaidō, au Japon.

## Géographie

### Localisation
Ishikari est située dans l'ouest de Hokkaidō, au bord de la mer du Japon. Elle jouxte la ville de Sapporo au sud.

### Démographie
En juin 2021, la population d'Ishikari était de 58 143 habitants, répartis sur une superficie de 722,42 km2.

### Hydrographie
La ville est située à l’embouchure du fleuve Ishikari.

### Climat
| Mois                                             | jan.       | fév.       | mars       | avril      | mai       | juin      | jui.      | août      | sep.      | oct.      | nov.      | déc.       | année      |
| ------------------------------------------------ | ---------- | ---------- | ---------- | ---------- | --------- | --------- | --------- | --------- | --------- | --------- | --------- | ---------- | ---------- |
| Température minimale moyenne (°C)                | −9         | −8,9       | −4,4       | 1,3        | 6,8       | 11,7      | 16,1      | 17,4      | 12,7      | 6,2       | 0,4       | −5,7       | 3,7        |
| Température moyenne (°C)                         | −4,6       | −4,2       | −0,3       | 5,8        | 11,4      | 15,6      | 19,6      | 20,9      | 17,2      | 10,8      | 4,2       | −2         | 7,9        |
| Température maximale moyenne (°C)                | −1,2       | −0,4       | 3,4        | 10,6       | 16,8      | 20,7      | 24,3      | 25,5      | 22,1      | 15,7      | 8,1       | 1,3        | 12,3       |
| Record de froid (°C) date du record              | −23,1 2001 | −22,1 1998 | −17,2 2001 | −10,4 2011 | −3 2009   | 2,4 2002  | 7,4 2004  | 8,7 2004  | 3 2013    | −1,5 2006 | −10 2015  | −19,4 2020 | −23,1 2001 |
| Record de chaleur (°C) date du record            | 7,6 2014   | 8 1991     | 16,3 2021  | 29,8 1998  | 32,6 2019 | 32,4 2014 | 35,4 2021 | 35,3 2021 | 31,2 2012 | 25 2021   | 21,8 2003 | 13,5 2018  | 35,4 2021  |
| Ensoleillement (h)                               | 66,6       | 81,4       | 145,3      | 178,9      | 194,9     | 169,5     | 163,8     | 173,2     | 167,1     | 142,1     | 87,2      | 65         | 1 640,2    |
| Précipitations (mm)                              | 89,1       | 65,2       | 46,3       | 41         | 59,7      | 55,2      | 94,9      | 129,4     | 123,7     | 98,6      | 99,5      | 90,1       | 993,8      |
| dont neige (cm)                                  | 201        | 153        | 96         | 11         | 0         | 0         | 0         | 0         | 0         | 0         | 32        | 157        | 644        |
| Record de pluie en 24 h (mm) date du record      | 49 2010    | 50 1994    | 56 2015    | 58 1990    | 57 1992   | 42 2015   | 72 2000   | 73,5 2017 | 93 1992   | 64 1993   | 52 2010   | 35 2004    | 93 1992    |
| Record de neige en 24 h (cm) date du record      | 54 2010    | 33 1991    | 40 2011    | 14 2006    | 0 1988    | 0 1988    | 0 1988    | 0 1988    | 0 1988    | 1 2004    | 30 2017   | 39 1990    | 54 2010    |
| Nombre de jours avec précipitations              | 18,1       | 15,2       | 11,6       | 8,9        | 9,5       | 8,3       | 8,8       | 9,8       | 11,1      | 13,1      | 16,6      | 17,4       | 148,3      |
| dont nombre de jours avec précipitations ≥ 10 mm | 2,3        | 1,6        | 0,8        | 1,1        | 2,1       | 1,7       | 3,4       | 4,1       | 3,7       | 3,5       | 3,1       | 2,4        | 29,6       |
| Nombre de jours avec neige                       | 20,4       | 16,7       | 12         | 1,8        | 0         | 0         | 0         | 0         | 0         | 0         | 3,8       | 16,7       | 70,2       |

| Diagramme climatique                                  |              |             |           |             |              |              |               |               |             |            |             |
| J                                                     | F            | M           | A         | M           | J            | J            | A             | S             | O           | N          | D           |
| −1,2−989,1                                            | −0,4−8,965,2 | 3,4−4,446,3 | 10,61,341 | 16,86,859,7 | 20,711,755,2 | 24,316,194,9 | 25,517,4129,4 | 22,112,7123,7 | 15,76,298,6 | 8,10,499,5 | 1,3−5,790,1 |
| Moyennes : • Temp. maxi et mini °C • Précipitation mm |              |             |           |             |              |              |               |               |             |            |             |

## Histoire
Le bourg d'Ishikari a été fondé en 1902. Il a acquis le statut de ville en 1996.

## Jumelages
Ishikari est jumelée avec :
- Campbell River (Canada) depuis 1983
- Vanino (Russie) depuis 1993
- Pengzhou (Chine) depuis 2000